# Giải vô địch bóng đá trẻ châu Á 1971
Giải vô địch bóng đá trẻ châu Á 1971 diễn ra tại Tokyo, Nhật Bản.

## Các đội tham dự
Các đội sau đây tham dự giải đấu:
| - Miến Điện - Hồng Kông - Ấn Độ - Indonesia - Iran - Israel - Nhật Bản (chủ nhà) - Kuwait | - Malaysia - Nepal - Philippines - Singapore - Hàn Quốc - Việt Nam Cộng hòa - Đài Loan - Thái Lan |

## Vòng bảng

### Bảng A
| Đội         | ST | T | H | B | BT | BB | HS  | Đ |
| ----------- | -- | - | - | - | -- | -- | --- | - |
| Miến Điện   | 3  | 2 | 1 | 0 | 13 | 1  | +12 | 5 |
| Ấn Độ       | 3  | 2 | 1 | 0 | 5  | 2  | +3  | 5 |
| Philippines | 3  | 1 | 0 | 2 | 1  | 9  | –8  | 2 |
| Nepal       | 3  | 0 | 0 | 3 | 1  | 8  | –7  | 0 |

| 25 April | Ấn Độ       | 2–0 | Philippines |
|          | Miến Điện   | 5–0 | Nepal       |
| 27 April | Philippines | 0–7 | Miến Điện   |
|          | Ấn Độ       | 2–1 | Nepal       |
| 29 April | Nepal       | 0–1 | Philippines |
|          | Miến Điện   | 1–1 | Ấn Độ       |

### Bảng B
| Đội       | ST | T | H | B | BT | BB | HS  | Đ |
| --------- | -- | - | - | - | -- | -- | --- | - |
| Nhật Bản  | 3  | 3 | 0 | 0 | 10 | 0  | +10 | 6 |
| Malaysia  | 3  | 2 | 0 | 1 | 3  | 5  | –2  | 4 |
| Đài Loan  | 3  | 1 | 0 | 2 | 3  | 6  | –3  | 2 |
| Singapore | 3  | 0 | 0 | 3 | 1  | 6  | –5  | 0 |

| 24 tháng 4 | Nhật Bản  | 3–0 | Đài Loan  |
| 25 tháng 4 | Malaysia  | 1–0 | Singapore |
| 27 tháng 4 | Đài Loan  | 1–2 | Malaysia  |
|            | Nhật Bản  | 3–0 | Singapore |
| 29 tháng 4 | Singapore | 1–2 | Đài Loan  |
|            | Malaysia  | 0–4 | Nhật Bản  |

### Bảng C
| Đội               | ST | T | H | B | BT | BB | HS | Đ |
| ----------------- | -- | - | - | - | -- | -- | -- | - |
| Israel            | 3  | 2 | 1 | 0 | 8  | 1  | +7 | 5 |
| Hàn Quốc          | 3  | 2 | 1 | 0 | 7  | 3  | +4 | 5 |
| Việt Nam Cộng hòa | 3  | 1 | 0 | 2 | 2  | 8  | –6 | 2 |
| Hồng Kông         | 3  | 0 | 0 | 3 | 1  | 6  | –5 | 0 |

| 25 tháng 4 | Israel            | 2–0 | Hồng Kông         |
|            | Hàn Quốc          | 3–1 | Việt Nam Cộng hòa |
| 27 tháng 4 | Israel            | 5–0 | Việt Nam Cộng hòa |
|            | Hồng Kông         | 1–3 | Hàn Quốc          |
| 29 tháng 4 | Việt Nam Cộng hòa | 1–0 | Hồng Kông         |
|            | Hàn Quốc          | 1–1 | Israel            |

### Bảng D
| Đội       | ST | T | H | B | BT | BB | HS | Đ |
| --------- | -- | - | - | - | -- | -- | -- | - |
| Iran      | 3  | 2 | 1 | 0 | 6  | 0  | +6 | 5 |
| Kuwait    | 3  | 2 | 1 | 0 | 2  | 0  | +2 | 5 |
| Indonesia | 3  | 0 | 1 | 2 | 1  | 4  | –3 | 1 |
| Thái Lan  | 3  | 0 | 1 | 2 | 1  | 6  | –5 | 1 |

| 25 tháng 4 | Thái Lan  | 0–4 | Iran     |
|            | Indonesia | 0–1 | Kuwait   |
| 27 tháng 4 | Iran      | 0–0 | Kuwait   |
|            | Indonesia | 1–1 | Thái Lan |
| 29 tháng 4 | Thái Lan  | 0–1 | Kuwait   |
|            | Indonesia | 0–2 | Iran     |

## Tứ kết
| Miến Điện | 1 – 0 | Malaysia |
| --------- | ----- | -------- |
|           |       |          |

| Nhật Bản | 3 – 0 | Ấn Độ |
| -------- | ----- | ----- |
|          |       |       |

| Israel | 2 - 0 1 | Kuwait |
| ------ | ------- | ------ |
|        |         |        |

| Iran | 1 – 1 (4-5 pen.) | Hàn Quốc |
| ---- | ---------------- | -------- |
|      |                  |          |

1 Kuwait từ chối thi đấu với Israel vì lí do chính trị; Israel được xử thắng 2-0.

## Bán kết
| Israel | 1 – 0 | Miến Điện |
| ------ | ----- | --------- |
|        |       |           |

| Nhật Bản | 0 – 0 (3-5 pen.) | Hàn Quốc |
| -------- | ---------------- | -------- |
|          |                  |          |

## Tranh hạng ba
| Miến Điện | 2 – 0 | Nhật Bản |
| --------- | ----- | -------- |
|           |       |          |

## Chung kết
| Israel | 1 – 0 | Hàn Quốc |
| ------ | ----- | -------- |
|        |       |          |

| Giải vô địch bóng đá trẻ châu Á 1971 |
| ------------------------------------ |
| · Israel · Lần thứ 5                 |